# Molembaix
Molembaix (Zeeuws: Môlembee) is een boerderij in de gemeente Veere in de Nederlandse provincie Zeeland. De boerderij is vernoemd naar de voormalige ter plaatse gelegen buitenplaats het Huis te Molenbaix. De naam van deze buitenplaats was waarschijnlijk afkomstig van Philips of Jean de Lannoy, achtereenvolgens heren van Molenbaix in Henegouwen. Molembaix bestond al in de zeventiende eeuw, toen Hugo de Groot er een aantal malen logeerde. De buitenplaats is ook eigendom geweest van het geslacht Reigersberg. Het huis is in 1897 afgebroken.